# Rivista di studi politici internazionali
La Rivista di studi politici internazionali è una rivista trimestrale italiana di politica estera, diplomazia, relazioni internazionali, diritto internazionale.
La rivista venne fondata nel gennaio 1934 a Firenze da studiosi eminenti quali Giacinto Bosco e Jacopo Mazzei, che facevano capo al più antico Istituto universitario italiano di scienze politiche e sociali, il regio "Cesare Alfieri" di Firenze, e da diplomatici sperimentati divenuti senatori del Regno, quali Cesare Majoni e Amedeo Giannini.
Nel 1947 passò ad un giovane professore di diritto internazionale e di storia dei trattati e politica internazionale, Giuseppe Vedovato (Firenze, 1930), che l'avrebbe diretta ininterrottamente fino al 2005.
Nel 2006 la direzione è stata assunta dalla professoressa Maria Grazia Melchionni, docente di storia e politica dell'integrazione europea e di storia delle relazioni internazionali, coadiuvata da un consiglio scientifico formato dai professori Fabio Bertini, Sabino Cassese, Domenico Tosato, Ottavio De Bertolis e dall'ambasciatore Pietro Calamia, con conseguente sviluppo del carattere interdisciplinare e transnazionale della rivista.